# Liga Premier de Rusia 2021-22
La temporada 2021-22 fue la 30.ª edición de la Liga Premier de Rusia, la máxima categoría del fútbol de Rusia desde la disolución de la Unión Soviética, empezó el 23 de julio de 2021 y finalizó el 21 de mayo de 2022.

## Formato
Los 16 equipos jugaron un torneo de todos contra todos, por lo que cada equipo jugó frente a los rivales dos veces, una como local y otra como visitante. Por lo tanto, se jugó un total de 240 partidos, con 30 partidos jugados por cada equipo.
Los equipos que hayan concluido en las posiciones 15 y 16 descendieron automáticamente a la FNL, mientras que los dos mejores equipos de la FNL consiguieron el ascenso. Por otra parte, los clubes de FNL situados en tercera y cuarta posición se enfrentaron a los clasificados en posición 13 y 14 de Liga Premier en los partidos de ida y vuelta de la promoción para obtener una plaza para la temporada 2022-23.

## Equipos participantes
Al igual que en la temporada anterior, 16 equipos jugaron en la temporada 2021-22. Después de la temporada 2020-21, el Tambov y el Rotor Volgograd descendieron a la Liga Nacional de Fútbol 2021-22. Fueron reemplazados por los dos primeros clubes de la Liga Nacional de Fútbol 2020-21, el Krylia Sovetov Samara que regresó después de una temporada a la Liga Premier y el Nizhni Nóvgorod que debutó en la máxima división del fútbol ruso.

### Ascensos y descensos
| Pos  | Descendidos de la Liga Premier de Rusia |
| ---- | --------------------------------------- |
| 15.° | Rotor Volgogrado                        |
| 16.° | Tambov                                  |

| Pos | Ascendidos de la Liga Nacional de Fútbol |
| --- | ---------------------------------------- |
| 1.° | Krylia Sovetov Samara                    |
| 3.° | Nizhni Nóvgorod                          |

### Estadios y ciudades
| Club                     | Estadio                | Ciudad          | Inauguración | Capacidad |
| ------------------------ | ---------------------- | --------------- | ------------ | --------- |
| FC Ajmat Grozni          | Ajmat Arena            | Grozni          | 2011         | 30 597    |
| PFC Arsenal Tula         | Estadio Arsenal        | Tula            | 1959         | 20 048    |
| PFC CSKA Moscú           | Arena CSKA             | Moscú           | 2016         | 30 000    |
| FC Dinamo Moscú          | VTB Arena              | Moscú           | 2019         | 27 000    |
| FC Krasnodar             | Estadio Krasnodar      | Krasnodar       | 2016         | 34 291    |
| FK Jimki                 | Arena Jimki            | Jimki           | 2008         | 18 636    |
| FC Lokomotiv Moscú       | Estadio Lokomotiv      | Moscú           | 2002         | 28 800    |
| Krylia Sovetov Samara    | Samara Arena           | Samara          | 2018         | 44 918    |
| FC Rostov                | Rostov Arena           | Rostov del Don  | 2018         | 43 472    |
| FC Rubin Kazán           | Kazán Arena            | Kazán           | 2013         | 45 379    |
| FC Spartak de Moscú      | Otkrytie Arena         | Moscú           | 2014         | 45 360    |
| FC Zenit San Petersburgo | Estadio Krestovski     | San Petersburgo | 2017         | 64 287    |
| PFC Sochi                | Estadio Olímpico Fisht | Sochi           | 2013         | 40 000    |
| FC Ural Ekaterimburgo    | Estadio Central        | Ekaterimburgo   | 1940         | 35 000    |
| FC Nizhni Nóvgorod       | Nizhni Nóvgorod        | Nizhni Nóvgorod | 2018         | 44 899    |
| FC Ufa                   | Estadio Neftyanik      | Ufá             | 1967         | 15 234    |

### Cuerpo técnico y uniformes
| Club                  | Ciudad          | Entrenador          | Marca  | Patrocinador         |
| --------------------- | --------------- | ------------------- | ------ | -------------------- |
| Ajmat Grozni          | Grozni          | Andrei Talalayev    | Macron | Akhmat Foundation    |
| Arsenal Tula          | Tula            | Dmitro Parfónov     | Adidas | SPLAV                |
| CSKA Moscú            | Moscú           | Alekséi Berezutski  | Joma   | Rosseti              |
| Dinamo Moscú          | Moscú           | Sandro Schwarz      | Kelme  | VTB                  |
| FC Krasnodar          | Krasnodar       | Víktor Goncharenko  | Puma   | 1XBET                |
| Jimki                 | Jimki           | Igor Cherevchenko   | Puma   |                      |
| Krylia Sovetov Samara | Samara          | Igor Osinkin        | Puma   |                      |
| Lokomotiv Moscú       | Moscú           | Marko Nikolić       | Adidas | RZhD                 |
| PFC Sochi             | Sochi           | Vladimir Fedotov    | Puma   |                      |
| FC Rostov             | Rostov del Don  | Valeri Karpin       | Puma   | TNS Energo           |
| Rubin Kazán           | Kazán           | Leonid Slutski      | Jako   | Nizhnekamskneftekhim |
| Spartak Moscú         | Moscú           | Rui Vitória         | Nike   | Lukoil               |
| Zenit San Petersburgo | San Petersburgo | Sergei Semak        | Nike   | Gazprom              |
| FC Ufa                | Ufá             | Aleksei Stukalov    | Joma   | Terra Bashkiria      |
| Ural Ekaterimburgo    | Ekaterimburgo   | Yuri Matveyev       | Nike   | Renova, TMK          |
| FC Nizhni Nóvgorod    | Nizhni Nóvgorod | Aleksandr Kerzhakov | Jako   |                      |

## Desarrollo

### Clasificación
| Pos. | Equipo                    | Pts. | PJ | G  | E  | P  | GF | GC | Dif. | Clasificación 2022–23                       |
| ---- | ------------------------- | ---- | -- | -- | -- | -- | -- | -- | ---- | ------------------------------------------- |
| 1    | Zenit San Petersburgo (C) | 65   | 30 | 19 | 8  | 3  | 66 | 28 | +38  | Participación suspendida en copas europeas  |
| 2    | Sochi                     | 56   | 30 | 17 | 5  | 8  | 54 | 30 | +24  | Participación suspendida en copas europeas  |
| 3    | Dinamo Moscú              | 53   | 30 | 16 | 5  | 9  | 53 | 41 | +12  | Participación suspendida en copas europeas  |
| 4    | Krasnodar                 | 50   | 30 | 14 | 8  | 8  | 42 | 30 | +12  | Participación suspendida en copas europeas  |
| 5    | CSKA Moscú                | 50   | 30 | 15 | 5  | 10 | 42 | 29 | +13  |                                             |
| 6    | Lokomotiv Moscú           | 48   | 30 | 13 | 9  | 8  | 43 | 39 | +4   |                                             |
| 7    | Ajmat Grozni              | 42   | 30 | 13 | 3  | 14 | 36 | 38 | −2   |                                             |
| 8    | Krylia Sovetov Samara     | 41   | 30 | 12 | 5  | 13 | 39 | 36 | +3   |                                             |
| 9    | Rostov                    | 38   | 30 | 10 | 8  | 12 | 47 | 51 | −4   |                                             |
| 10   | Spartak Moscú             | 38   | 30 | 10 | 8  | 12 | 37 | 41 | −4   |                                             |
| 11   | Nizhni Nóvgorod           | 33   | 30 | 8  | 9  | 13 | 26 | 39 | −13  |                                             |
| 12   | Ural Ekaterimburgo        | 33   | 30 | 8  | 9  | 13 | 27 | 35 | −8   |                                             |
| 13   | Jimki                     | 32   | 30 | 7  | 11 | 12 | 34 | 47 | −13  | Promoción por la permanencia                |
| 14   | Ufa (D)                   | 30   | 30 | 6  | 12 | 12 | 29 | 40 | −11  | Promoción por la permanencia                |
| 15   | Rubin Kazán (D)           | 29   | 30 | 8  | 5  | 17 | 34 | 56 | −22  | Descenso a Liga Nacional de Fútbol de Rusia |
| 16   | Arsenal Tula (D)          | 23   | 30 | 5  | 8  | 17 | 30 | 59 | −29  | Descenso a Liga Nacional de Fútbol de Rusia |

 Fuente: Russian Premier League
Criterios de clasificación: 1) Puntos; 2) Puntos cara a cara; 3) Partidos ganados cara a cara; 4) Diferencia de goles cara a cara; 5) Goles marcados cara a cara; 6) Partidos ganados; 7) Gol diferencia; 8) Goles anotados; 9) Play-off.
Notas:
1. ↑  El 28 de febrero de 2022, los clubes rusos fueron suspendidos de las competencias internacionales debido a la invasión rusa de Ucrania en 2022.[3]
2. 1 2  Puntos en partidos directos: Krasnodar 4, CSKA 1.
3. 1 2  Partidos ganados: Rostov 4, Spartak Moscú 1.
4. 1 2  Puntos en partidos directos: Nizhni Nóvgorod 4, Ural Ekaterimburgo 1.

### Evolución de la clasificación
| Equipo ╲ Jornada      | 1     | 2  | 3  | 4  | 5  | 6  | 7  | 8  | 9  | 10 | 11 | 12 | 13 | 14 | 15 | 16 | 17 | 18 | 19 | 20 | 21 | 22 | 23 | 24 | 25 | 26 | 27 | 28 | 29 | 30 |   |
| --------------------- | ----- | -- | -- | -- | -- | -- | -- | -- | -- | -- | -- | -- | -- | -- | -- | -- | -- | -- | -- | -- | -- | -- | -- | -- | -- | -- | -- | -- | -- | -- | - |
| Equipo ╲ Jornada      | Zenit | 3  | 1  | 1  | 1  | 2  | 1  | 1  | 1  | 1  | 1  | 1  | 1  | 1  | 1  | 1  | 1  | 1  | 1  | 1  | 1  | 1  | 1  | 1  | 1  | 1  | 1  | 1  | 1  | 1  | 1 |
| Sochi                 | 10    | 6  | 6  | 3  | 5  | 3  | 2  | 4  | 6  | 3  | 2  | 6  | 3  | 2  | 3  | 3  | 4  | 3  | 3  | 3  | 4  | 4  | 4  | 4  | 4  | 4  | 3  | 3  | 3  | 2  |   |
| Dinamo Moscú          | 4     | 3  | 3  | 4  | 1  | 2  | 5  | 2  | 2  | 2  | 3  | 2  | 4  | 3  | 2  | 2  | 2  | 2  | 2  | 2  | 2  | 2  | 2  | 2  | 2  | 2  | 2  | 2  | 2  | 3  |   |
| Krasnodar             | 1     | 8  | 8  | 7  | 9  | 6  | 9  | 6  | 4  | 5  | 6  | 5  | 6  | 7  | 5  | 5  | 3  | 5  | 6  | 5  | 5  | 5  | 6  | 5  | 5  | 6  | 5  | 5  | 4  | 4  |   |
| CSKA Moscú            | 6     | 10 | 10 | 8  | 6  | 7  | 7  | 7  | 5  | 6  | 4  | 3  | 5  | 5  | 6  | 6  | 5  | 4  | 4  | 4  | 3  | 3  | 3  | 3  | 3  | 3  | 4  | 4  | 5  | 5  |   |
| Lokomotiv Moscú       | 2     | 4  | 4  | 5  | 4  | 4  | 3  | 3  | 3  | 4  | 5  | 4  | 2  | 4  | 4  | 4  | 6  | 6  | 7  | 6  | 7  | 6  | 5  | 6  | 6  | 5  | 6  | 6  | 6  | 6  |   |
| Ajmat Grozni          | 5     | 9  | 9  | 9  | 10 | 8  | 10 | 11 | 9  | 11 | 11 | 10 | 10 | 10 | 9  | 7  | 7  | 7  | 5  | 7  | 6  | 8  | 7  | 8  | 8  | 9  | 8  | 8  | 7  | 7  |   |
| Krylia Sovetov Samara | 9     | 14 | 16 | 14 | 13 | 10 | 11 | 10 | 11 | 10 | 8  | 8  | 7  | 6  | 7  | 8  | 8  | 8  | 8  | 8  | 8  | 7  | 8  | 7  | 7  | 7  | 7  | 7  | 8  | 8  |   |
| Rostov                | 15    | 15 | 14 | 15 | 15 | 14 | 12 | 14 | 15 | 13 | 15 | 12 | 12 | 11 | 11 | 11 | 12 | 14 | 14 | 14 | 12 | 12 | 12 | 11 | 9  | 8  | 9  | 10 | 9  | 9  |   |
| Spartak Moscú         | 11    | 11 | 11 | 10 | 8  | 11 | 8  | 9  | 8  | 7  | 7  | 7  | 9  | 9  | 10 | 10 | 9  | 9  | 9  | 9  | 9  | 9  | 10 | 9  | 10 | 10 | 10 | 9  | 10 | 10 |   |
| Nizhni Nóvgorod       | 7     | 5  | 5  | 6  | 7  | 9  | 6  | 8  | 10 | 8  | 10 | 11 | 11 | 13 | 13 | 14 | 13 | 13 | 10 | 11 | 11 | 11 | 9  | 10 | 11 | 12 | 11 | 11 | 11 | 11 |   |
| Ural Ekaterimburgo    | 16    | 12 | 15 | 16 | 16 | 16 | 16 | 16 | 16 | 12 | 14 | 16 | 16 | 16 | 16 | 16 | 14 | 11 | 12 | 13 | 13 | 13 | 13 | 14 | 15 | 14 | 14 | 14 | 12 | 12 |   |
| Jimki                 | 14    | 7  | 7  | 12 | 12 | 12 | 13 | 15 | 14 | 16 | 13 | 14 | 15 | 15 | 15 | 15 | 16 | 16 | 16 | 16 | 16 | 16 | 14 | 13 | 13 | 13 | 12 | 12 | 13 | 13 |   |
| Ufa                   | 12    | 13 | 13 | 11 | 11 | 13 | 14 | 12 | 12 | 15 | 16 | 15 | 13 | 12 | 12 | 13 | 15 | 15 | 15 | 15 | 15 | 15 | 16 | 15 | 14 | 15 | 15 | 15 | 15 | 14 |   |
| Rubin Kazán           | 8     | 2  | 2  | 2  | 3  | 5  | 4  | 5  | 7  | 9  | 9  | 9  | 8  | 8  | 8  | 9  | 10 | 10 | 11 | 10 | 10 | 10 | 11 | 12 | 12 | 11 | 13 | 13 | 14 | 15 |   |
| Arsenal Tula          | 13    | 16 | 12 | 13 | 14 | 15 | 15 | 13 | 13 | 14 | 12 | 13 | 14 | 14 | 14 | 12 | 11 | 12 | 13 | 12 | 14 | 14 | 15 | 16 | 16 | 16 | 16 | 16 | 16 | 16 |   |

### Resultados
| Local \ Visitante     | AKH | ARS | CSK | DYN | KRA | JIM | LOK | NIZ | ROS | RUB | SOC | SPA | KRY | UFA | URA | ZEN |
| --------------------- | --- | --- | --- | --- | --- | --- | --- | --- | --- | --- | --- | --- | --- | --- | --- | --- |
| Ajmat Grozni          | —   | 2–1 | 2–0 | 2–1 | 0–2 | 4–1 | 2–3 | 3–1 | 2–0 | 1–2 | 1–2 | 0–1 | 1–0 | 2–1 | 1–0 | 0–2 |
| Arsenal Tula          | 0–0 | —   | 2–2 | 1–4 | 1–1 | 0–0 | 3–1 | 2–2 | 1–2 | 0–3 | 1–2 | 1–1 | 2–1 | 0–0 | 1–2 | 2–1 |
| CSKA Moscú            | 2–0 | 2–0 | —   | 1–0 | 0–0 | 0–0 | 1–2 | 1–0 | 4–0 | 6–1 | 0–1 | 1–0 | 3–1 | 1–0 | 2–2 | 0–2 |
| Dinamo Moscú          | 2–0 | 5–1 | 2–1 | —   | 1–0 | 4–1 | 1–1 | 1–2 | 1–1 | 2–0 | 1–5 | 0–2 | 0–1 | 2–0 | 2–3 | 1–1 |
| Krasnodar             | 1–1 | 3–2 | 1–0 | 0–1 | —   | 0–1 | 1–0 | 0–0 | 2–1 | 2–0 | 3–0 | 2–1 | 0–1 | 1–1 | 2–1 | 1–3 |
| Jimki                 | 2–0 | 1–2 | 4–2 | 0–3 | 3–3 | —   | 0–0 | 1–1 | 1–1 | 1–1 | 0–0 | 2–1 | 4–1 | 1–1 | 0–0 | 1–3 |
| Lokomotiv Moscú       | 1–2 | 3–1 | 1–2 | 3–3 | 2–1 | 3–2 | —   | 2–1 | 1–2 | 1–0 | 2–1 | 1–0 | 2–0 | 2–0 | 0–1 | 1–1 |
| Nizhni Nóvgorod       | 0–1 | 2–3 | 0–2 | 0–1 | 1–4 | 0–0 | 1–2 | —   | 1–2 | 2–1 | 1–0 | 1–1 | 0–0 | 1–2 | 1–0 | 1–0 |
| Rostov                | 1–2 | 4–0 | 1–3 | 0–2 | 1–1 | 2–1 | 4–1 | 1–2 | —   | 5–1 | 0–1 | 3–2 | 1–0 | 2–2 | 1–4 | 2–4 |
| Rubin Kazán           | 2–1 | 1–0 | 1–0 | 2–3 | 0–1 | 2–3 | 2–2 | 0–1 | 1–2 | —   | 0–6 | 1–0 | 1–1 | 1–2 | 4–0 | 1–3 |
| Sochi                 | 3–2 | 2–0 | 4–1 | 0–1 | 1–2 | 3–0 | 2–2 | 0–0 | 3–2 | 1–2 | —   | 3–0 | 2–3 | 3–1 | 2–0 | 0–0 |
| Spartak Moscú         | 2–1 | 3–0 | 0–2 | 2–2 | 1–2 | 3–1 | 1–1 | 1–2 | 1–1 | 1–1 | 1–2 | —   | 2–1 | 2–0 | 1–0 | 1–1 |
| Krylia Sovetov Samara | 1–2 | 2–2 | 0–1 | 5–2 | 2–0 | 3–0 | 0–1 | 2–0 | 4–2 | 2–0 | 1–0 | 0–1 | —   | 1–2 | 1–1 | 1–1 |
| Ufa                   | 1–0 | 2–1 | 1–1 | 2–3 | 1–1 | 3–2 | 1–1 | 0–0 | 0–0 | 1–1 | 1–2 | 1–1 | 1–2 | —   | 0–1 | 1–1 |
| Ural Ekaterimburgo    | 0–0 | 2–0 | 0–1 | 0–1 | 0–3 | 0–1 | 0–0 | 1–1 | 1–1 | 3–0 | 1–1 | 1–3 | 0–1 | 2–1 | —   | 0–0 |
| Zenit San Petersburgo | 3–1 | 3–0 | 1–0 | 4–1 | 3–2 | 1–0 | 3–1 | 5–1 | 2–2 | 3–2 | 1–2 | 7–1 | 2–1 | 2–0 | 3–1 | —   |

## Play-off de ascenso-descenso
Los equipos que finalizaron en el puesto 13 y 14 de la Liga Premier de Rusia se enfrentaron a los equipos que terminaron en el puesto 3 y 4 de la Liga Nacional de Rusia. La conformación de las llaves se realizó mediante sorteo en una fecha sobre el final de temporada.
| Equipo 1 | Agr. | Equipo 2      | Ida | Vuelta |
| -------- | ---- | ------------- | --- | ------ |
| Jimki    | 3–1  | SKA-Jabarovsk | 0–1 | 3–0    |
| Ufa      | 3–4  | Oremburgo     | 2–2 | 1–2    |

### Llave 1
| Ida; 25 de mayo de 2022 | SKA-Jabarovsk | 1 – 0   | Jimki | Estadio Lenin, Jabárovsk       |                                |
| 19:30 (UTC+10)          | Emmerson 14'  | Reporte |       | Árbitro(s): Vladimir Moskalyov | Árbitro(s): Vladimir Moskalyov |

| Vuelta; 28 de mayo de 2022 | Jimki                                             | 3 – 0 (Global 3 – 1) | SKA-Jabarovsk | Arena Jimki, Jimki         |                            |
| 14:00 (UTC+3)              | - Glushakov 8' (pen.) - Mirzov 45+2' - Dolgov 50' | Reporte              |               | Árbitro(s): Serguéi Ivanóv | Árbitro(s): Serguéi Ivanóv |

### Llave 2
| Ida; 25 de mayo de 2022 | Oremburgo                   | 2 – 2   | Ufa                                        | Estadio Gazovik, Oremburgo       |                                  |
| 19:30 (UTC+5)           | - Gojković 70' - Malykh 84' | Reporte | - Agalarov 19' (pen.) - Kamilov 61' (pen.) | Árbitro(s): Vladislav Bezborodov | Árbitro(s): Vladislav Bezborodov |

| Vuelta; 28 de mayo de 2022 | Ufa            | 1 – 2 (Global 3 – 4) | Oremburgo                    | BetBoom Arena, Ufá        |                           |
| 18:00 (UTC+5)              | Zhuravlyov 44' | Reporte              | - Fameyeh 13' - Malykh 90+4' | Árbitro(s): Pavel Kukuyán | Árbitro(s): Pavel Kukuyán |

## Máximos goleadores
Actualizado al 21 de mayo de 2022.
| N.° | Jugador             | Club                         | Goles |
| --- | ------------------- | ---------------------------- | ----- |
| 1   | Gamid Agalarov      | Ufa                          | 19    |
| 2   | Mateo Cassierra     | Sochi                        | 14    |
| 2   | Dmitri Póloz        | Rostov                       | 14    |
| 4   | Fiódor Smólov       | Lokomotiv Moscú Dinamo Moscú | 12    |
| 5   | Artiom Dziuba       | Zenit                        | 11    |
| 6   | Eric Bicfalvi       | Ural                         | 10    |
| 6   | Iván Serguéiev      | Krylia Sovetov Samara Zenit  | 10    |
| 6   | Denís Glushakov     | Jimki                        | 10    |
| 6   | Daniil Fomin        | Dinamo Moscú                 | 10    |
| 10  | Rifat Zhemaletdínov | Lokomotiv Moscú              | 9     |
| 10  | Vladislav Sarveli   | Krylia Sovetov Samara        | 9     |
| 10  | Daniil Utkin        | Ajmat Grozni                 | 9     |
| 10  | Aleksandr Sobolev   | Spartak Moscú                | 9     |